# Roma Seven
Il Roma Seven International Rugby Sevens Tournament, più frequentemente abbreviato in Roma Seven, è un torneo internazionale ad inviti di rugby a 7 che si svolge, con cadenza annuale nel mese di giugno, al centro di preparazione olimpica dell'Acqua Acetosa “Giulio Onesti” di Roma. Primo torneo internazionale di rugby a 7 tenuto in Italia, ha largamente contribuito alla diffusione di questa disciplina divenuta sport olimpico a partire da Rio 2016.
Organizzato annualmente dal Seven Kings of Rome, club ad inviti costituitosi nel 1995 grazie all'iniziativa di alcuni rugbisti a 15, alcuni anche di livello internazionale, vide la sua prima edizione assoluta nel 2002 e, dal 2009, anche un'edizione femminile.
Nel corso degli anni è cresciuto di fama, tanto da registrare la partecipazione di squadre variamente composite nonché di équipes e selezioni nazionali, compresa quella italiana, e di giocatori di notorietà internazionale.

## Storia
L'idea del torneo trae origine dalla nascita dei Seven Kings of Rome, squadra romana ad inviti nella cui prima formazione del 1995 figuravano giocatori internazionali come Stefano Barba e Roberto Saetti, che avevano rappresentato l'Italia alla Coppa del mondo. Nel 2002 i Seven Kings of Rome ebbero l'idea di istituire a Roma un torneo sulla falsariga di quello analogo di Amsterdam, cui avevano preso parte a più riprese.
Fu così che tra il 1º e il 2 giugno 2002 si tenne, sui campi di gioco dell'Unione Rugby Capitolina in via Flaminia, la prima edizione del Roma Seven, che mise in palio la Coppa omonima.
La prima edizione fu vinta dalla Lottomatica Roma, formazione romana ad inviti.
Già dalla seconda edizione, tenutasi sempre sui campi dell'Unione Capitolina il 14 giugno 2003, il torneo vide ai nastri di partenza nuove importanti realtà rugbistiche, quali il club inglese a inviti dei Samurai International RFC, che ha vantato nel tempo la partecipazione di elementi internazionali di rilievo del rugby a 15 come Mike Tindall, John Bentley, David Strettle o Geordan Murphy, una nazionale ad inviti della Nuova Zelanda, una selezione sudafricana e vari team europei. Fu garantita anche la copertura televisiva, e l'edizione venne vinta dai Samurai.
Nel 2004 il torneo vide anche la partecipazione dell'Italia: la formazione federale azzurra vinse il torneo e, da allora, fu una presenza fissa. A seguire si imposero di nuovo i Samurai, poi nel 2006 fu il turno dell'Università di Stellenbosch, importante istituto sudafricano che forma allenatori di rugby a 15.
Nel 2007 vinsero i KooGa Wailers, altro club ad inviti londinese, e dal 2008 l'evento ricevette anche la copertura nazionale da parte della Rai: nell'occasione ad imporsi fu una selezione dell'Esercito britannico, la British Army ARU sponsorizzata "Felpharma", mentre la nazionale italiana si aggiudicò il Plate posizionandosi 3ª.
Oramai stabilitosi nel circuito dei tornei internazionali di rugby a 7, nel 2009 il torneo vide, sui campi dell'Acqua Acetosa, anche la sua prima edizione femminile, oltre al patrocinio istituzionale del Comune e della Provincia di Roma, della Regione Lazio e anche della Federazione Italiana Rugby, che mise così la sua insegna sul torneo.
L'edizione 2009 vide la vittoria del Roma Seven Invitation che batté in finale la Stellenbosch University, mentre tra le donne a prevalere fu la selezione femminile dei Samurai, le Red&Blue Ladies.
Nel 2010, infine, il torneo vide un ulteriore incremento del livello qualitativo dei suoi partecipanti, potendo schierare ai nastri di partenza allo stadio dei Marmi selezioni nazionali di rango quali: quella australiana, che vinse il torneo maschile, una selezione neozelandese, vincitrice del torneo femminile, quella francese, figiana, italiana, più altri club ad inviti da Inghilterra, Francia e Sudafrica.
Negli anni successivi il torneo vide le partecipazioni di numerose selezioni provenienti da ogni parte del mondo, sia per il torneo maschile che per quello femminile. Le edizioni 2010 e 2011, anno in cui il torneo ebbe la presenza come testimonial di Chester Williams: springbok Campione del Mondo 1995 e figura simbolo del nuovo Sudafrica multirazziale, videro imporsi il Roma Seven Invitation per due anni consecutivi nel torneo maschile e l'Aotearoa New Zealand Māori targata Red&Blue in quello femminile, che lo vinse anche nelle due edizioni successive, laureandosi quindi campione per quattro anni di fila. Dall'edizione 2013 a quella 2016 il torneo fu dominato ogni anno dalla nazionale sudafricana, prima di una nuova affermazione dei Seven Kings of Rome nel 2017 allo stadio Tre Fontane, edizione, nella quale, il torneo si pregiò del prestigioso patrocinio del Senato della Repubblica, del Ministero degli affari esteri e della cooperazione internazionale, della Polizia di Stato, dell'Agenzia nazionale per i giovani, nonché della Regione Lazio, dell'Assessorato allo sport di Roma Capitale. In ambito sportivo furono concessi i patrocini del CONI e della FIR. In ambito femminile ogni anno vinse una rappresentativa differente, in ordine cronologico: Paris 7s Ladies, Tunisia, Sudafrica, Cina e Kazakistan. Nell'edizione 2018, svoltasi il 15 e il 16 giugno al centro di preparazione olimpica dell'Acqua Acetosa “Giulio Onesti”, la nazionale italiana superò in semifinale i Seven Kings of Rome 14-12, per poi battere in finale lo Zimbabwe 17-14, nei minuti finali, grazie a due mete di Francesco Bonavolontà, tornando così a vincere il torneo dopo 14 anni.

## Squadre partecipanti
Nel corso degli anni il torneo ha ospitato alcune delle più rilevanti selezioni nazionali, diverse facenti parte dei core teams delle World Rugby Sevens Series.

### Maschili
Nazionali: Argentina, Australia, Brasile, Cina, Cile, Corea del Sud, Figi, Francia, Georgia, Germania, Italia, Lettonia, Lituania, Paesi Bassi, Polonia, Kazakistan, Kenya, Spagna, Sudafrica, Tunisia, Ucraina, Zimbabwe.
Club e selezioni:
- Argentina: Clandestinos Rugby Club, Union de Rugby de Tierra del Fuego.
- Belgio: Belgium Barbarians.
- Figi: Pacific Isles Invitation, Namau Island 7s.
- Francia: Languedoc FFC, Comitè Côte d'Azur, Force XV Froggies/Midi-Olympique Froggies, Chab S Sevens, Seventise Sevens.
- Galles: Mel's Exiles.
- Irlanda: Garryowen Football Club.
- Italia: Seven Kings of Rome/Roma Seven Invitation, Fiamme Oro Rugby/Fiamme Oro Seven/Club Italia Seven, Unione Rugby Capitolina/URC–L'Aquila, Rappresentativa Nazionale dei Vigili del Fuoco, Heliantide, 3/4 Grande Milano, 3/4 DM Seven, Rugby Colorno.
- Nuova Zelanda: New Zealand Metro.
- Regno Unito: British Army ARU, Templars 7s, Penguin International RFC, Rendigensians RFC, Samurai International RFC/Samurai Barracudas, KooGa Wailers, Gilbert Stoned Pups, Artech Side Step 7s, Wyvern Harlequins.
- Russia: Yug Rugby, Kuban RC.
- Scozia: Pojecx Waterboys, Melrose Rugby Football Club.
- Spagna: Barcellona Barbarians 7s, Madrid 7s, Euskadi 7s (Paesi Baschi).
- USA: Atlantis Rugby 7s, Marauders Rugby Club.
- Sudafrica: Golden Lions, Stellenbosch University RFC.
- Svizzera: Geneva Barbarians, Switzers, 7 Sirs.

### Femminili
Nazionali: Australia, Belgio, Brasile, Cina, Colombia, Francia, Georgia, Germania, Inghilterra, Israele, Italia, Giappone, Kazakistan, Kenya, Paesi Bassi, Nuova Zelanda, Paraguay, Portogallo, Polonia, Russia, Sudafrica, Sudafrica, Stati Uniti, Svezia, Tunisia, Ucraina, Venezuela.
Club e selezioni:
- Paesi Bassi: Bassets Babes.
- Francia: Paris 7s Ladies.
- Giappone: Tokyo Phoenix Japan.
- Italia: Union Rugby Seven Rome/Lazio Seven, Italy Seven Selection.
- Nuova Zelanda: KUSA 7s.
- Regno Unito: Samurai International RFC Ladies, Pink Ba-Baas, Wooden Spoon Ladies.
- Russia: HJMKJ Moscow Ladies.
- Scozia: Murrayfield Wanderers.
- Spagna: Madrid 7s Ladies, Catalunya 7s Ladies (Catalogna), Euskadi Ladies 7s (Paesi Baschi).
- Sudafrica: Tucks Women's 7s.

## Albo d’oro
| Edizione | Roma Seven Cup Vincitore torneo maschile | Roma Seven Ladies Cup Vincitrice torneo femminile |
| -------- | ---------------------------------------- | ------------------------------------------------- |
| 2002     | Lottomatica Roma                         | n/a                                               |
| 2003     | Samurai International RFC                | n/a                                               |
| 2004     | Italia                                   | n/a                                               |
| 2005     | Samurai International RFC                | n/a                                               |
| 2006     | Stellenbosch University RFC              | n/a                                               |
| 2007     | KooGa Wailers                            | n/a                                               |
| 2008     | British Army ARU                         | n/a                                               |
| 2009     | Roma Seven Invitation                    | Samurai International RFC Ladies                  |
| 2010     | Australia                                | Aotearoa Māori New Zealand                        |
| 2011     | Roma Seven Invitation                    | Aotearoa Māori New Zealand                        |
| 2012     | Roma Seven Invitation                    | Aotearoa Māori New Zealand                        |
| 2013     | Sudafrica                                | Aotearoa Māori New Zealand                        |
| 2014     | Sudafrica                                | Paris 7s Ladies                                   |
| 2015     | Sudafrica                                | Tunisia                                           |
| 2016     | Sudafrica                                | Sudafrica                                         |
| 2017     | Seven Kings of Rome                      | Cina                                              |
| 2018     | Italia                                   | Kazakistan                                        |

## Giocatori di rilievo
Tra i tanti giocatori di rilievo internazionale che hanno preso parte al Roma Seven, ricordiamo: i neozelandesi Shane Christie, Edwin Cocker, Scott Curry, David Falealili, Rory Grice, Solomon King, Fritz Lee, James Maher, Lote Raikabula, David Raikuna, Roger Randall, Jordan Smiler, Sherwin Stowers, Justin Wilson e l'allenatore Gordon Tietjens dal 2012 nella IRB Hall of Fame; gli australiani Amish Angus, Bernard Folley, Lewis Holland, Edd Jenkins, Greg Jeloudev, Jesse Parahi, Jacob Taylor, Henry Wanderglas, il capitano Tim Walsh e l'allenatore Michael O'Connor; i sudafricani Kyle Brown, Renfred Dazel e Jonghi Nowke; gli inglesi Rob Thirlby, John Rudd e Will Matthews, i figiani Lepani Nabuliwaqa, William Ryder e Apolosi Satala; i samoani Tom Iosefo, Alatasi Tupou e Reupena Levasa; nonché, le guest star:
- Waisale Serevi: riconosciuto a livello internazionale come uno dei migliori giocatori di rugby a 7 di sempre;
- Ben Gollings[7]: IRB Best Sevens Player 2006 - World Top Scorer, capitano dell'Inghilterra;
- DJ Forbes: IRB Best Sevens Player 2008, capitano della Nuova Zelanda;
- Cecil Afrika: IRB Best Sevens Player 2011;
- Ollie Phillips: IRB Best Sevens Player 2009;
- Afeleke Pelenise: IRB Best Sevens Player 2007;
- Tomasi Cama: IRB Best Sevens Player 2012;
- Werner Kok: World Rugby Best Sevens Player 2015;
- Collins Injera: IRB World Sevens Series Top Try Scorer 2008-09;
- Mirco Bergamasco: unico atleta italiano internazionale nelle tre discipline del rugby.